# Mauro Gigli
Mauro Gigli (Sassari, 5 aprile 1969 – Herat, 28 luglio 2010) è stato un militare italiano, decorato di medaglia d'oro al valor militare alla memoria nel corso della Operazione ISAF in Afghanistan.

## Biografia
Nacque a Sassari il 3 aprile 1969. I genitori erano originati dell'Umbria ed emigrati in Sardegna per motivi di lavoro. Il 21 giugno 1985 si arruolò volontario nell'Esercito Italiano con ferma biennale. Frequentò il 60º Corso allievi sottufficiali presso la Scuola allievi sottufficiali di Viterbo proseguendo la carriera militare fino a raggiungere il grado di primo maresciallo, conseguito in data 1 gennaio 2005. Sposato con la signorina Vita Maria Biasco, ebbe due figli, Gianmauro e Marco. Dal 2006 risiedeva presso Villar Perosa, in provincia di Torino, e prestava servizio presso il 32º Reggimento genio guastatori alpino della Brigata alpina "Taurinense", a quel tempo ancora di stanza nel capoluogo piemontese.  Era in possesso delle qualifiche di operatore EOD (disattivazione di ordigni esplosivi di ordinanza) e IEDD (disattivazione di ordigni esplosivi improvvisati). Aveva partecipato a numerose missioni, in Mozambico nel 1993 e 1994, in Albania nel 1999, in Bosnia nel 2000, in Kosovo nel 2000, 2003 e 2005 ed in Afghanistan nel 2004, 2007, 2008 e 2009. Il 28 marzo 2010 fu nuovamente inviato nel teatro operativo afghano, inquadrato nella Task Force Genio del contingente italiano in Afghanistan. Il contingente era composto da 36 militari suddivisi su 8 veicoli blindati Iveco LMV Lince, uno dei quali in versione ambulanza. Il 28 luglio, nel tentativo di disinnescare alcuni ordini esplosivi improvvisati  (IED) perse la vita, insieme al caporale maggiore capo Pierdavide De Cillis, preferendo allontanare i presenti anziché tentare di porsi in salvo.
A seguito dell’evento è stato promosso al grado di sottotenente (con decorrenza 27 luglio 2010) e, con Decreto del Presidente della Repubblica Italiana Giorgio Napolitano del 5 aprile 2012 gli è stata conferita la medaglia d'oro al valor militare alla memoria. Una piazza di Villar Perosa e una caserma di Pratosardo portano il suo nome, così come la sezione dell'Associazione Nazionale Alpini di Rivoli.